# Scott Tanser
Scott Tanser (* 23. Oktober 1994 in Blackpool) ist ein englischer Fußballspieler, der beim FC St. Mirren in der Scottish Premiership unter Vertrag steht.

## Karriere
Scott Tanser verbrachte einige Zeit in den Jugendmannschaften des FC Blackpool und FC Burnley, bevor er in die Jugendakademie des AFC Rochdale kam. Er gab sein Profidebüt für „Dale“, nachdem er am 27. April 2013 bei einem 1:0-Sieg über Plymouth Argyle in der 70. Minute für D’Arcy O’Connor eingewechselt worden war. Dies war sein einziger Einsatz in der Saison 2012/13. In der darauf folgenden Spielzeit, in der Rochdale den Aufstieg in die dritte Liga feierte, kam Tanser nicht zum Einsatz. Zu Beginn der Saison 2014/15 wurde er wieder in die erste Mannschaft berufen und unterschrieb im Oktober 2014 eine zweijährige Vertragsverlängerung. Zuvor war er regelmäßig von Trainer Keith Hill auf der Position des Außenverteidigers eingesetzt worden. Drei Monate später erzielte er sein erstes Tor bei den Profis, als er bei einem 4:1-Heimsieg gegen Crawley Town zur Führung traf. Er beendete die Saison mit 30 Ligaeinsätzen, in der Rochdale als Aufsteiger den achten Tabellenplatz erreichte. In den beiden folgenden Spielzeiten kam Tanser kaum noch zum Einsatz, woraufhin sein Vertrag im Januar 2017 einvernehmlich aufgelöst wurde.
Tanser unterzeichnete am 27. Januar 2017 einen Vertrag beim abstiegsbedrohten Ligarivalen Port Vale, der bis zum Ende der Saison 2016/17 lief. Für den Verein aus Stoke-on-Trent kam er auf elf Spiele, konnte den Abstieg mit der Mannschaft aber nicht vermeiden, woraufhin er mit weiteren Spielern den Verein verließ.
Im Anschluss daran wechselte Tanser zum schottischen Erstligisten FC St. Johnstone, bei dem er zunächst einen Vertrag über ein Jahr unterschrieb. In der Debütsaison 2017/18 absolvierte er 31 Spiele unter Tommy Wright für die „Saints“. Bis zum Jahr 2021 absolvierte er als Stammspieler 117 Ligaspiele. Er gewann 2021 mit St. Johnstone das Pokal-Double aus schottischen Pokal und Ligapokal, war jedoch in beiden Finals ungenutzter Ersatzspieler.
Im Juni 2021 unterzeichnete Tanser einen Einjahresvertrag beim  Premiership-Verein FC St. Mirren mit einer Option für ein weiteres Jahr.